# Melanophryniscus orejasmirandai
Melanophryniscus pachyrhynus là một loài cóc thuộc họ Bufonidae.
Đây là loài đặc hữu của Uruguay.
Môi trường sống tự nhiên của chúng là vùng đồng cỏ ôn đới, sông ngòi, và vùng nhiều đá.
Chúng hiện đang bị đe dọa vì mất nơi sống.